# 더 리조트: 반쪽 얼굴의 소녀
더 리조트: 반쪽 얼굴의 소녀(The Resort)는 미국에서 제작된 테일러 치엔 감독의 2021년 공포 영화이다. 비앙카 하세 등이 주연으로 출연하였다.

## 출연

### 주연
- 비앙카 하세